# Lesothos Billie Jean King Cup-lag
Billie Jean King Cup-lag representerar Lesotho i tennisturneringen Billie Jean King Cup, och kontrolleras av Lesothos lawntennisförbund. 

## Historik
Lesotho deltog första gången år 2000. Lagets bästa resultat är fjärdeplatsen i sin Grupp II-pool 2001.